# ئی‌ام‌سی ئی۳
ئی‌ام‌سی ئی۳ (انگلیسی: EMC E3) یک لوکوموتیو دیزلی ساخت شرکت الکترو-موتیو دیزل بوده است.
این لوکوموتیو که مابین سال‌های ۱۹۳۸ تا ۱۹۴۰ تولید می‌شده دارای ۱۲ سیلندر و ۲۰۰۰ اسب بخار توان خروجی بوده است.